# Premier ministre d'Haïti
Le Premier ministre est le chef de gouvernement d'Haïti.
Le poste a été créé en vertu de la Constitution de 1987. Auparavant, tout le pouvoir exécutif était détenu par le président de la république d'Haïti, chef de l'État, qui nomme et préside le Conseil des ministres.

## Nomination
Il est nommé par le président de la République et ratifié par le Parlement.

## Fonctions
Il dirige le gouvernement et nomme les ministres et les secrétaires d'État et se présente devant la Chambre des députés et le Sénat pour obtenir un vote de confiance sur sa déclaration de politique générale. Le Premier ministre exécute les lois et, conjointement au président de la République, il est aussi responsable  de la Défense nationale.